# Armadili
Armadili (Pasanci, lat. Cingulata) red su sisavaca, koji žive u Sjevernoj i Južnoj Americi. Porodica Dasypodidae jedina je preživjela porodica u redu Cingulata, a preostale dvije: Pampatheriidae i Glyptodontidae, izumrle su. Armadili pripadaju u nadred Xenarthra zajedno s ljenivcima i mravojedima. Riječ "armadilo" na španjolskom znači "onaj koji ima oklop". Na nahuatlanskom jeziku znači "kornjača - zec".
Postoji oko deset živućih rodova i oko 20 vrsta živućih vrsta armadila, koji se razlikuju po broju kolutova na njihovom oklopu. Njihova prosječna duljina je oko 75 cm, uključujući i rep; divovski armadil naraste do 150 cm i teži do 59 kg, dok ružičasti vilinski armadil ima ukupnu dužinu od 12 do 15 cm. Sve vrste podrijetlom su iz Sjeverne i Južne Amerike, gdje nastanjuju različita staništa, osobito u Paragvaju i okolnim područjima. 
Mnoge vrste su ugrožene. Neke vrste poput dugonosih armadila, imaju široko područje rasprostiranja, dok su drugi, poput vilinskih armadila koncentrirani na manje područje u Južnoj Americi. Devetopojasni armadil nekada je imao malo područje rasprostiranja u SAD-u, a s vremenom se zbog nedostatka prirodnih neprijatelja proširio po Srednjoj i Južnoj Americi sve do Argentine.